# Juditin most
Juditin most v Praze byl kamenný most přes řeku Vltavu. Tento předchůdce Karlova mostu ležel od něj jen o málo severněji, tj. po proudu. Juditin most, postavený mezi lety 1158 a 1172, byl nejstarším kamenným mostem v Českých zemích a jedním z nejstarších severně od Alp. V té době ve střední Evropě stály jen dva kamenné mosty, v Řezně a Drážďanech.

## Historie

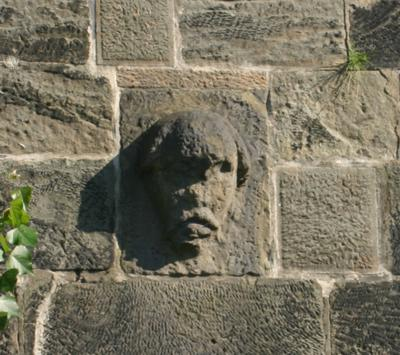
Reliéf Bradáče v navigaci u Karlova mostu. Podle legendy znázorňuje stavitele mostu

Nápad na výstavbu kamenného mostu přes řeku Vltavu je přičítán třináctému pražskému biskupovi Danielovi, který se rozhodl nahradit původní dřevěný most po jeho zničení v roce 1157. Inspiraci čerpal z kamenných mostů v Itálii, kde pobýval během válečného tažení po boku knížete Vladislava II. Finanční podporu stavby poskytla především královna Judita Durynská, manželka krále Vladislava II., po níž most získal své pozdější jméno – Juditin most. Výstavba mostu byla zajištěna italskými staviteli.
Most byl dokončen roku 1172. Podle listu kanovníka pražského kostela Vincentia královně Juditě ho postavili během pouhých tří let.
Zhruba v téže době vznikly u západního konce mostu (v místech pozdější Malé Strany) dva opevněné areály, jejichž funkce je vztahována též k Juditině mostu, který měly strážit. Severněji ležel biskupský dvůr, jižněji johanitská komenda. Dnešní Malá Strana byla jako město založena až roku 1257 (původně pod názvem Nové město pod pražským hradem, Nova civitas sub castro Pragensi).
V roce 1253 předal Václav I. správu mostu hospitálu bratrstva křižovníků, který vyrostl na Křižovnickém náměstí o rok dříve. K potřebným opravám vybírali špitální bratři na mostě clo a získávali i výnosy z majetku darovaného králem. Při protržení mostu pořádali i sbírky almužen po Čechách.
Dne 3. února roku 1342 Juditin most zničila povodeň. V roce 1357 rozhodl císař Karel IV. o výstavbě nového kamenného mostu, kterou svěřil císařské stavební huti. Architekt Petr Parléř vedl těleso mostu souběžně se zničeným mostem, přičemž staroměstské zakončení mostu posunul o několik desítek metrů jižněji, tam, kde nyní stojí Staroměstská mostecká věž.

## Popis

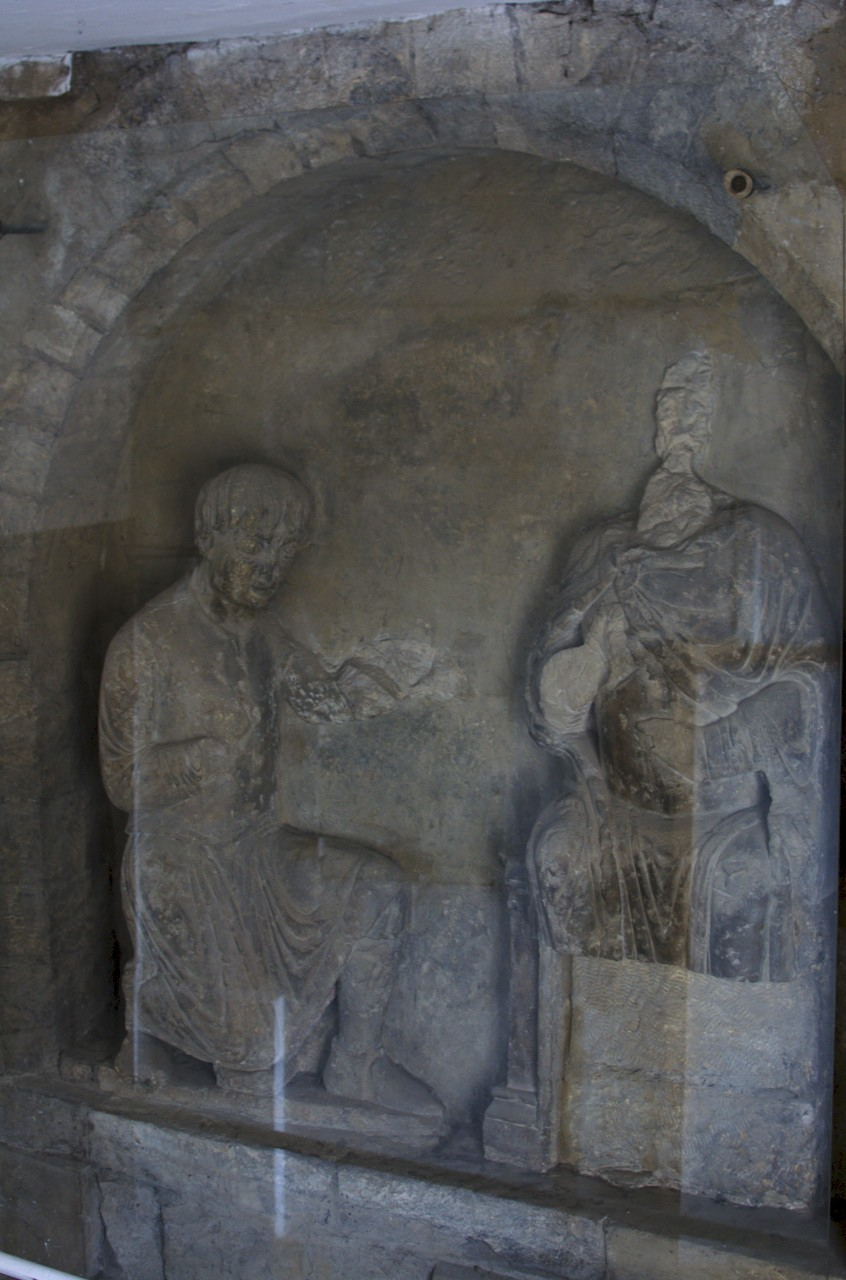
Románský reliéf ve výklenku malostranské věže Juditina mostu

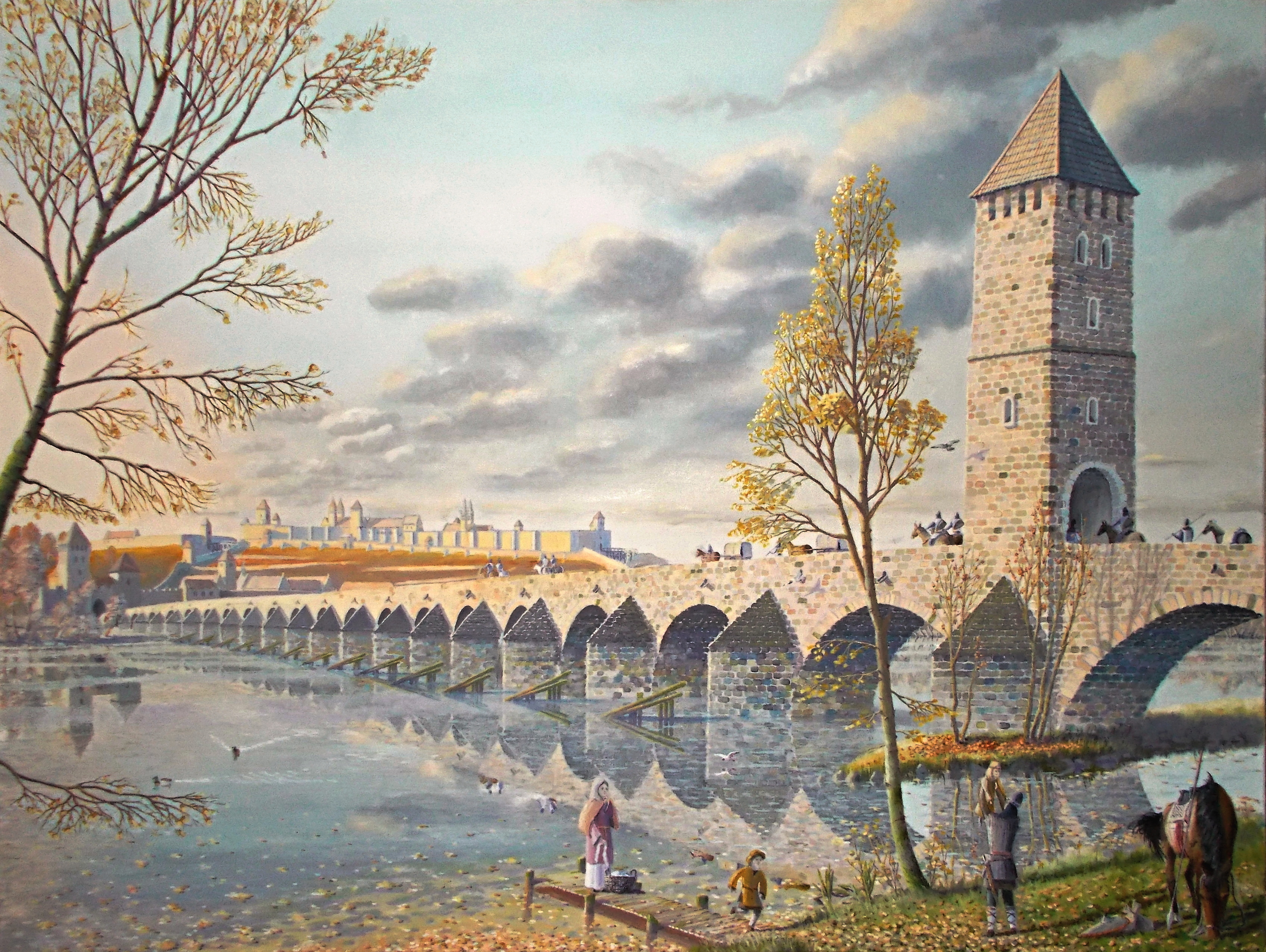
Představa Juditina mostu na obraze od Lubomíra Herce

Tento románský most o délce 514 m a šířce 6,8 m postavili zřejmě podle vzoru kamenného mostu v Řezně z roku 1146. Vydláždili ho nepravidelnými křemencovými nebo buližníkovými kvádry a jeho dlažba se oproti Karlovu mostu nacházela o 4 až 5 m níž. Most vybavili ledolamy a mohutným kamenným roubením. Založení mostu se provádělo do jímek z kůlů. Za pomocí šneků či šlapacích kol se z jímek vyčerpala voda a na jejich dno pak stavitelé uložili dřevěné rošty napěchované jílem, na které pak kladli těžké kamenné kvádry mostních pilířů.

## Pozůstatky
Jeho zbytky lze v současnosti spatřit v Muzeu Karlova mostu, které se nachází v budově řádu křižovníků s červenou hvězdou na Křižovnickém náměstí. Dosud stojí oblouk v průplavu pod náměstím – přístavišti Pražských Benátek, další části jsou ve sklepích domů na Malé Straně, tedy na západním břehu řeky. K mostu patřily také mostecké věže na obou říčních březích. Do dnešních dob se dochovala upravená Juditina věž na malostranském břehu a hmota staroměstské věže v rizalitu na jihozápadním nároží křižovnické rezidence. Ze sochařské výzdoby se zachoval Bradáč v nábřežní zdi Křižovnického náměstí a monumentální basreliéf ve výklenku Juditiny věže.

## Zajímavosti
- Při nízkém stavu vody po protržení jezu při povodni v roce 1784 a v roce 1940[3][4] byly patrné zbytky pilířů mostu na dně řeky.

- V navigaci pod Křižovnickým náměstím je do zdi zasazen reliéf „Bradáč“, který za vltavských povodní slouží jako vodoměrná značka. Byl už součástí původního Juditina mostu. Legenda praví, že znázorňuje prvního vlašského stavitele mostu.

- Sklep malostranského domu U Zlaté hvězdy, respektive domu U Zlatého kloboučku (čp. 82 v ulici U Lužického semináře, č.orientační 7), který vznikl na místě dvou starších domů, je tvořen někdejším druhým obloukem Juditina mostu. Dům je součástí historického centra Prahy, zařazeného do světového dědictví UNESCO.[5][6]